# Chris Klug
Chris Klug (Denver, 18 de novembro de 1972) é um snowboarder dos Estados Unidos.
Em 1998 participou pela primeira vez das Olimpíadas de Inverno, na qual ficou em sexto lugar no slalom gigante, em Nagano.
Após sobreviver a um transplante de fígado em 2000, dois anos depois já competia nos Jogos Olímpicos de Inverno de Salt Lake City para ganhar a medalha de bronze. Sua última aparição olímpica foi nos Jogos de 2010, na qual foi sétimo colocado no slalom gigante paralelo.